# Liam Evans
Liam Evans (Hamilton, 1º maggio 1997) è un calciatore britannico, difensore del Robin Hood e della Nazionale bermudiana.

## Caratteristiche tecniche
Difensore centrale, può essere schierato anche come mediano.

## Carriera

### Nazionale
Ha debuttato in Nazionale il 21 marzo 2018, nell'amichevole Antigua e Barbuda-Bermuda (3-2), subentrando a Donte Brangman al minuto 81. Ha messo a segno la sua prima rete con la maglia della Nazionale il 12 ottobre 2018, in Bermuda-Sint Maarten (12-0), siglando la rete del momentaneo 8-0 al minuto 52. Ha partecipato, con la Nazionale, alla CONCACAF Gold Cup 2019.